# 阿淑尔纳西尔帕二世
阿淑尔纳西尔帕二世（音译Aššur-nâṣir-apli，意为“亚述继承人的守卫者”）（？—前859年），是一位亚述国王（公元前883年－公元前859年）。
公元前883年，阿淑尔纳西尔帕二世继承其父图库尔提·尼努尔塔二世（Tiglathi-Nin II）的王位成为亚述国王。在位期间，他开始其庞大的扩张计划，首先他征服了那依瑞（Nairi）以北的地域，随后是哈布尔河（Khahur）和幼发拉底河间的阿拉米人。他残酷地镇压了当地人的抵抗，根据他的碑文记载，“我（阿淑尔纳西尔帕二世）把他们的青年人和老人关为囚徒，并砍下一些人的手脚，割下一些人的耳朵、鼻子、嘴唇，青年人的耳朵和老年人的手堆放在他们的城市面前，我把他们的青年男女统统投入火中烧死，并焚毁他们的城市。”这场胜利之后，他未遭遇反抗地进军到地中海，沿途十多个小国王臣服于他。回国后，他建造了一座新都城——尼姆鲁德。阿淑尔纳西尔帕二世死后，他的儿子沙尔玛内塞尔三世（Shalmaneser III）继承了王位。

## 征服路线
前877年，阿淑尔纳西尔帕二世率军远征，从卡尔齐美什度过幼发拉底河，穿越安提俄克平原（Antioch），渡过奥兰提斯河，到达黎巴嫩山（Mount Lebanon）下。阿淑尔纳西尔帕二世宣布到达地中海边：“我用海水清洗我的武器，拿羊祭祀诸神。”

## 新都尼姆鲁德

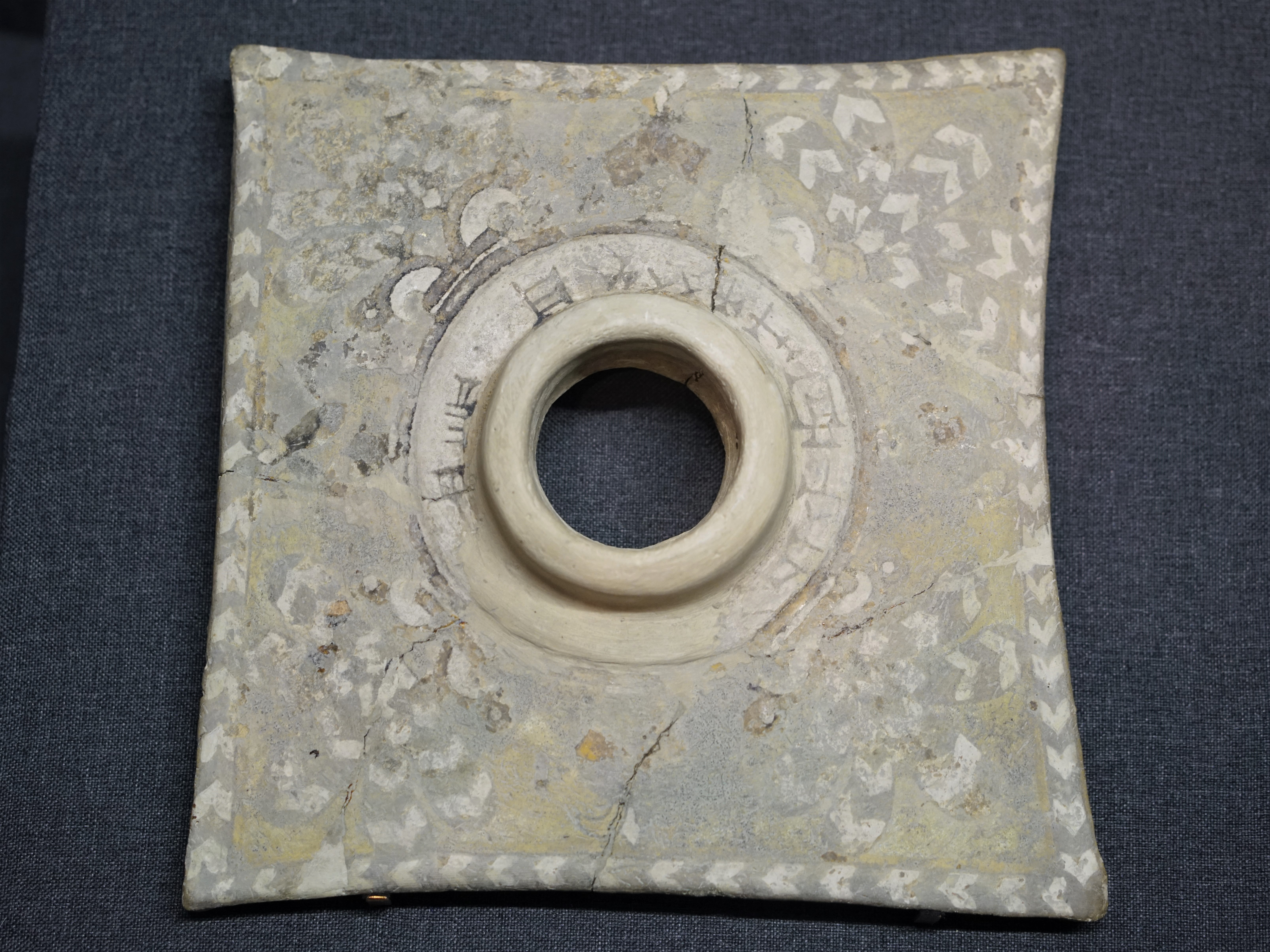
彩釉炼瓦，亚述王宫装饰。中央刻有“亚述国王图库尔提·尼努尔塔的儿子”，推测应与阿淑尔纳西尔帕二世有关

阿淑尔纳西尔帕二世为了显示自己的伟大，从亚述尔迁都，在尼姆鲁德建造了新都城。尼姆鲁德于前879年完工，围城8公里见方，有用来灌溉城市和周围田地的运河，还有卫城、神庙、金字形神塔和皇家宫殿。皇家宫殿周围栽种杉树、柏树、桧树、黄杨树、桑树、阿月浑子树和柳树，门口摆放石灰石和雪花石膏做成的珍禽异兽。同时宫殿中存放大量抢夺来的金、银、铜、铁和铅。

## 大宴宾客
为了确保他的成就能够引起注意，阿淑尔纳西尔帕二世举办了长达十天的宴会，当时的文献记载他邀请了本国各地男女47074名、5000名国外上层人物、1500名宫廷官员和16000名市民；食物包括1000头牛、1000只牛犊、更多的羊和羊羔，还有鸭、鹅、鸽子、3.3万只陆鸟和水鸟，以及1000只牡鹿和瞪羚；另外有面包、洋葱、蔬菜、腌制的水果、鸡蛋和种子类食品；并畅饮啤酒和葡萄酒并品尝樱桃、坚果、蜂蜜、石榴、葡萄等不知名的水果。
| 前任： 图库尔提·尼努尔塔二世 | 亚述国王 前883年－前859年 | 繼任： 沙尔玛内塞尔三世 |